# Ký sự Tân Đảo
Ký sự Tân Đảo là một phim ký sự về hành trình người phu mỏ, phu đồn điền Việt Nam sống và làm việc ở các vùng đất xa lạ này từ năm 1930 tại Nouvelle-Calédonie (Tân Thế giới) và nước cộng hòa Vanuatu (Tân Đảo), thuộc Châu Đại Dương. Phim do Hãng phim Truyền hình Thành phố Hồ Chí Minh sản xuất được phát sóng trên kênh HTV7 vào năm 2007.

## Nội dung
Câu chuyện về những người dân Việt Nam cách đây 100 năm phải ra đi làm cu-li trong những đợt tuyển mộ dân phu của thực dân Pháp và Anh tại quần đảo Melanesi với biết bao đổi thay theo biến động của thời cuộc được những nhà làm phim lấy làm cảm hứng cho bộ phim. New Caledonia và Vanuatu nằm trong quần đảo này, ở vị trí nam Thái Bình Dương, phía đông Australia. Khi nước nhà độc lập, hàng ngàn người dân Việt Nam sinh sống tại New Caledonia và Vanuatu đã quay về Tổ quốc nhưng vẫn còn một số người ở lại.
Theo thời gian, hoàn cảnh sống đã thay đổi rất nhiều. Ngày nay các thế hệ con cháu của những người Việt tại New Caledonia và Vanuatu đã trở thành cư dân trên các đảo quốc xinh đẹp ở đây. Từ những câu chuyện kể của lịch sử, của quá khứ và những câu chuyện hiện tại người thật, việc thật về cộng đồng người Việt sinh sống ở đây, dù ly hương nhưng họ vẫn hoài niệm và khát vọng, hướng về đất mẹ sẽ được thể hiện xuyên suốt bộ phim.
Đoàn làm phim đã tiếp xúc, gặp gỡ con trai người phu mỏ thế hệ đầu tiên hiện tại là chủ nhân Công ty Nickel lớn nhất thế giới và một số gia đình trong cộng đồng người Việt tiêu biểu trên đất đảo như ông André Đặng Văn Nha; gia đình ông Đinh Văn Thân,...
“Ký sự Tân Đảo” cũng đã khám phá những nét đẹp phong cảnh thiên nhiên, bản sắc văn hóa của vùng đất, với nhiều điều kỳ diệu lý thú và đáng suy nghĩ với Vanuatu được mệnh danh là nơi “chỉ số hạnh phúc đứng đầu thế giới” và New Caledonia được mệnh danh “Paris hoa lệ” ở nam Thái Bình Dương.

## Thực hiện
10-07-2007, đoàn làm phim dự lễ ra mắt trước khi lên đường.
19-07-2007, đoàn làm phim “Ký sự Tân Đảo” sẽ bắt đầu chuyến du ký, khởi hành từ sân bay Tân Sơn Nhất đến Sydney, Australia, để sang New Caledonia (Tân Thế giới) và Cộng hòa Vanuatu (Tân Đảo) và bắt đầu chuyến hành trình dài 26 ngày.
Từ 27-07-2007, phim được gửi về hàng ngày để phát sóng trên HTV.
12-08-2007, đoàn làm phim về tới Thành phố Hồ Chí Minh.

## Danh sách các tập phim
| - Tập 01 - Khởi hành - Tập 02 - Ngày đầu tiên ở Nouméa - Tập 03 - Gia đình Việt ở Nouméa - Tập 04 - Đi tìm dấu tích người "Chân Đăng - Tập 05 - Người "Chân Đăng bây giờ - Tập 06 - Hòn ngọc Thái Bình Dương - Tập 07 - Con trai của người "Chân Đăng - Tập 08 - Thoát đời nô lệ - Tập 09 - Văn hóa Kanak cổ xưa - Tập 10 - "Nhà Việt Nam" ở Nouméa - Tập 11 - Ngày cuối ở Nouméa - Tập 12 - Tạm biệt Nouméa - Tập 13 - Tagabe ngôi nhà của đoàn phim - Tập 14 - Vanuatu quá khứ và hiện tại - Tập 15 - Vanuatu lễ quốc khánh lần thứ 27 | - Tập 16 - Nô lệ da vàng ở Tân Đảo - Tập 17 - Con đường đến tự do - Tập 18 - Làng Việt xưa ở Port Vila - Tập 19 - Làng quê trên đảo Efate - Tập 20 - Du lịch trên đảo Efate - Tập 21 - "Người Bourao" ở Tân Đảo - Tập 22 - Núi lửa Yasur ở Tanna - Tập 23 - Tanna: Truyền thống & Đương đại - Tập 24 - Đảo Espiritu Santo - Tập 25 - Vanuatu: Xứ sở của lễ hội - Tập 26 - Những nẻo đường Kava - Tập 27 - "Người Bourao chân đất" - Tập 28 - Gia đình Việt ở Port Vila - Tập 29 - Người Việt ở Vanuatu bây giờ - Tập 30 - Ngày về |

## Đoàn làm phim
Đoàn làm phim gồm 7 người
- Đạo diễn: Đào Anh Dũng
- Biên kịch: Nguyễn Hồ
- Biên tập: Thu Trang
- Quay phim: Đoàn Minh Quí
- Dựng phim: Lý Hàn